# Bedotella armata
Bedotella armata is een hydroïdpoliep uit de familie Hebellidae. De poliep komt uit het geslacht Bedotella. Bedotella armata werd in 1900 voor het eerst wetenschappelijk beschreven door Pictet & Bedot. 